# Куземино (Галичский район)
Куземино — деревня в Лопарёвском сельском поселении Галичского района Костромской области России.

## География
Деревня расположена у реки Средняя.

## История
Согласно Спискам населенных мест Российской империи в 1872 году деревня относилась к 2 стану Галичского уезда Костромской губернии. В ней числилось 16 дворов, проживало 39 мужчин и 58 женщин.
Согласно переписи населения 1897 года в деревне проживало 129 человек (56 мужчин и 73 женщины).
Согласно Списку населенных мест Костромской губернии в 1907 году деревня относилась к Свиньинской волости Галичского уезда Костромской губернии. По сведениям волостного правления за 1907 год в ней числилось 24 крестьянских двора и 122 жителя. Основными занятиями жителей деревни, помимо земледелия, были плотницкий и малярный промыслы.

## Население
| Население по годам  |      |      |      |      |      |
| Год                 | 1877 | 1897 | 1907 | 2008 | 2012 |
| Жителей             | 97   | 129  | 122  | 16   | 13   |
| Крестьянских дворов | 16   | —    | 24   | —    | —    |

| 2008 | 2010 | 2012 | 2014 |
| ---- | ---- | ---- | ---- |
| 19   | ↘14  | ↘13  | ↘12  |